# ホームオートメーション

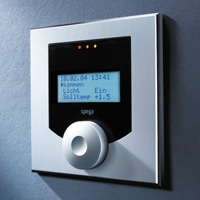
ルームコントロールユニット

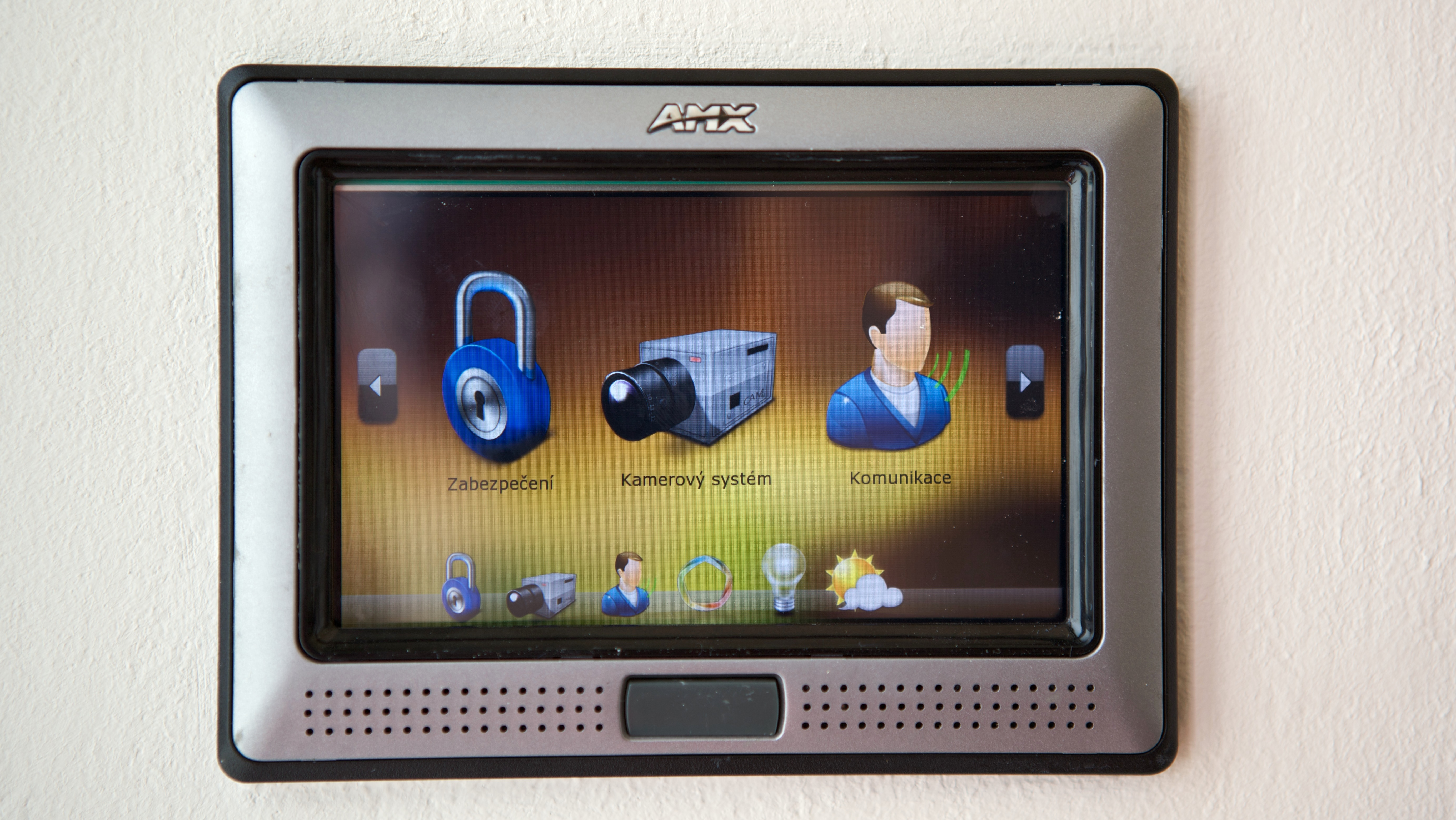
CITIB-AMX コントロールパネル

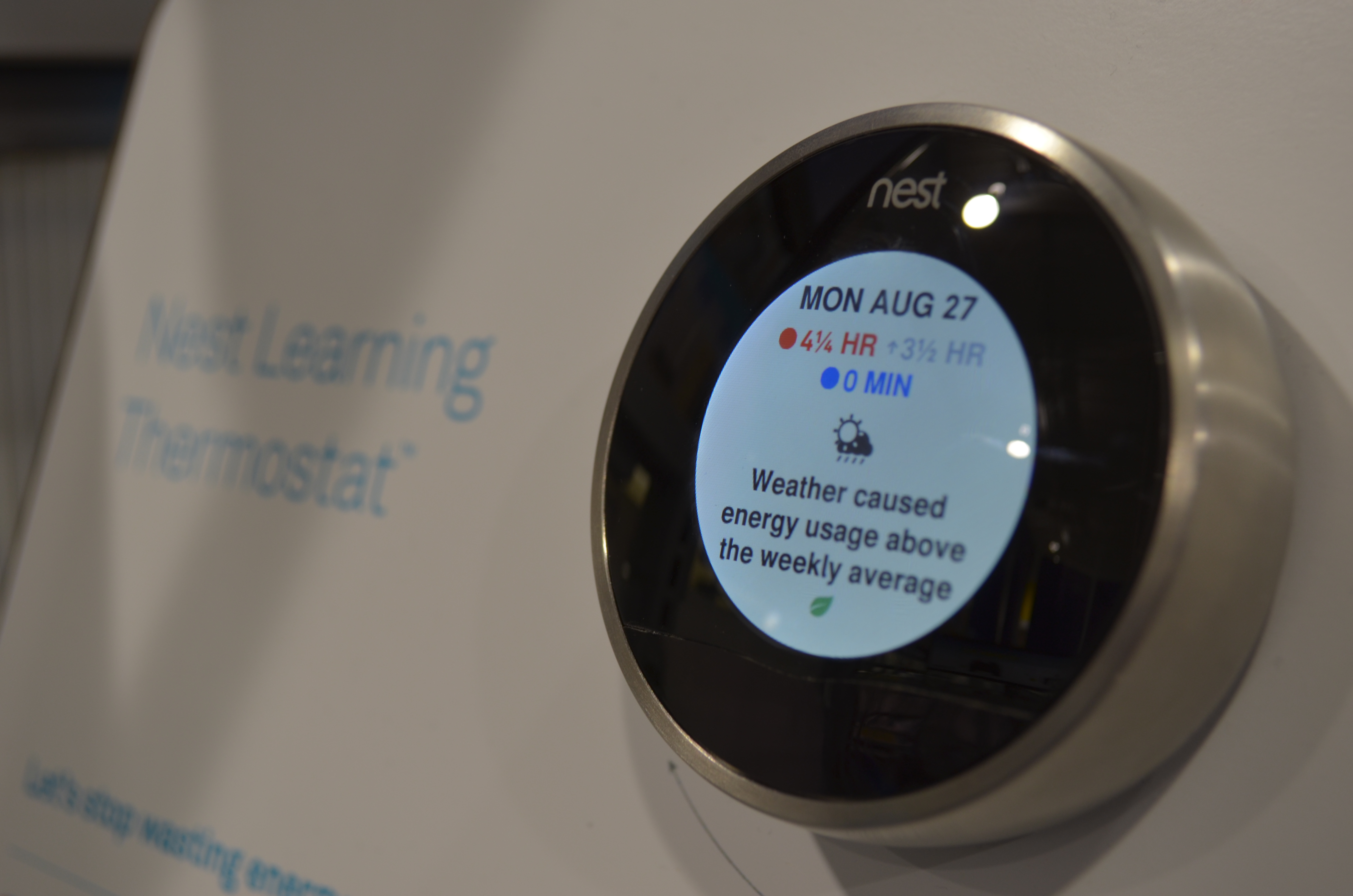
天候によるエネルギー使用量を示すサーモスタット

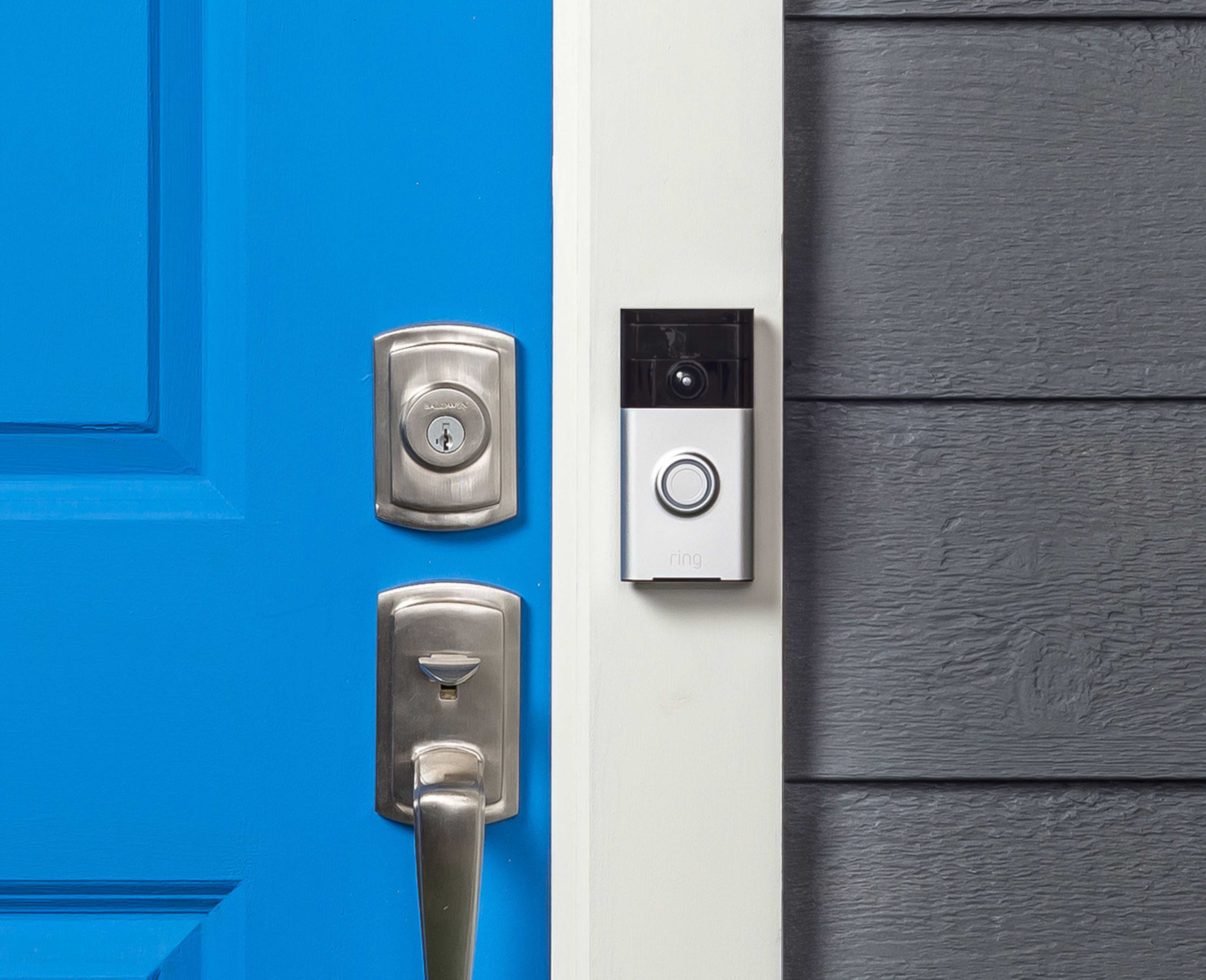
Wi-Fi対応のドアベル、ドアカメラ

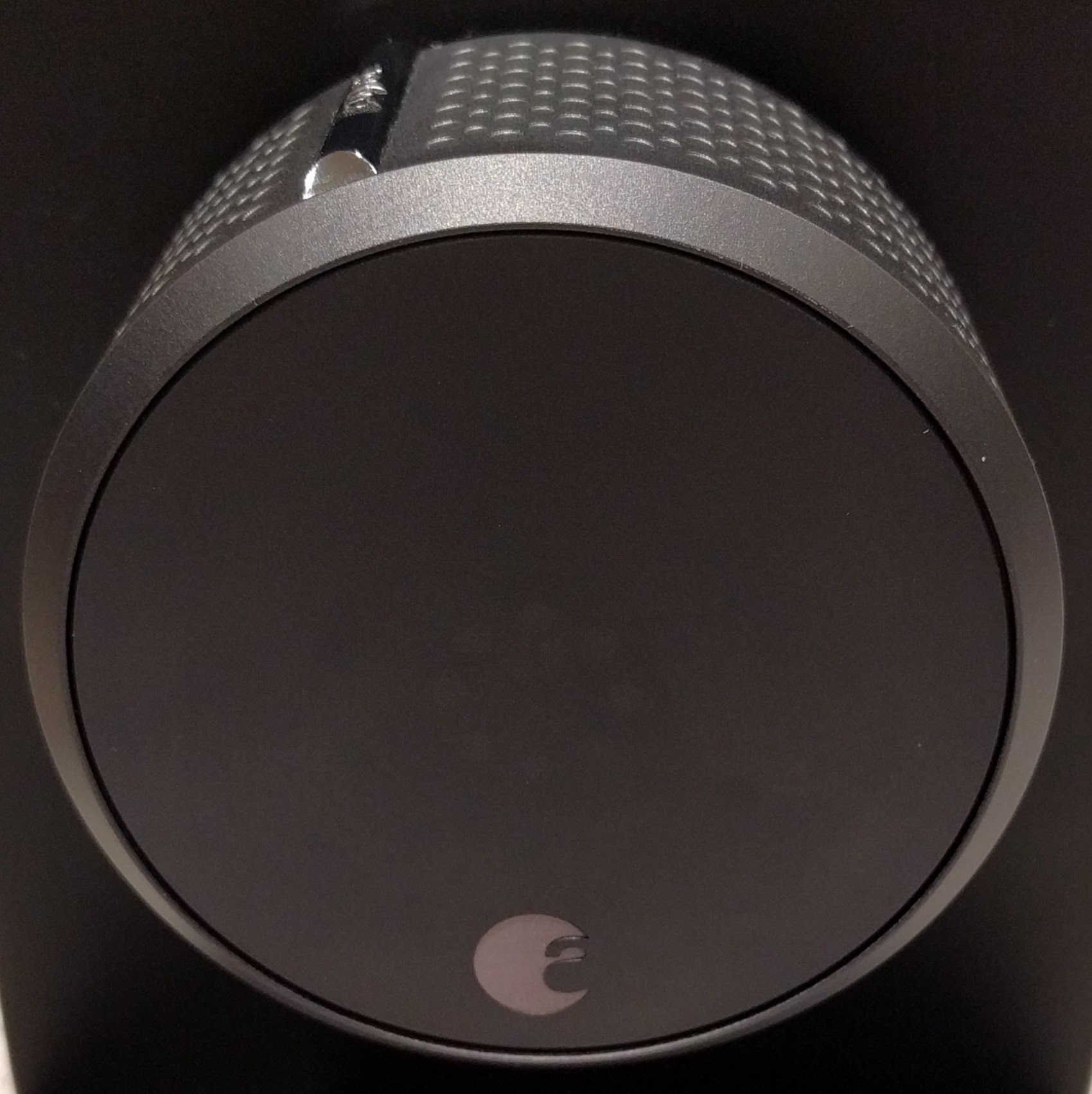
スマートドアロック

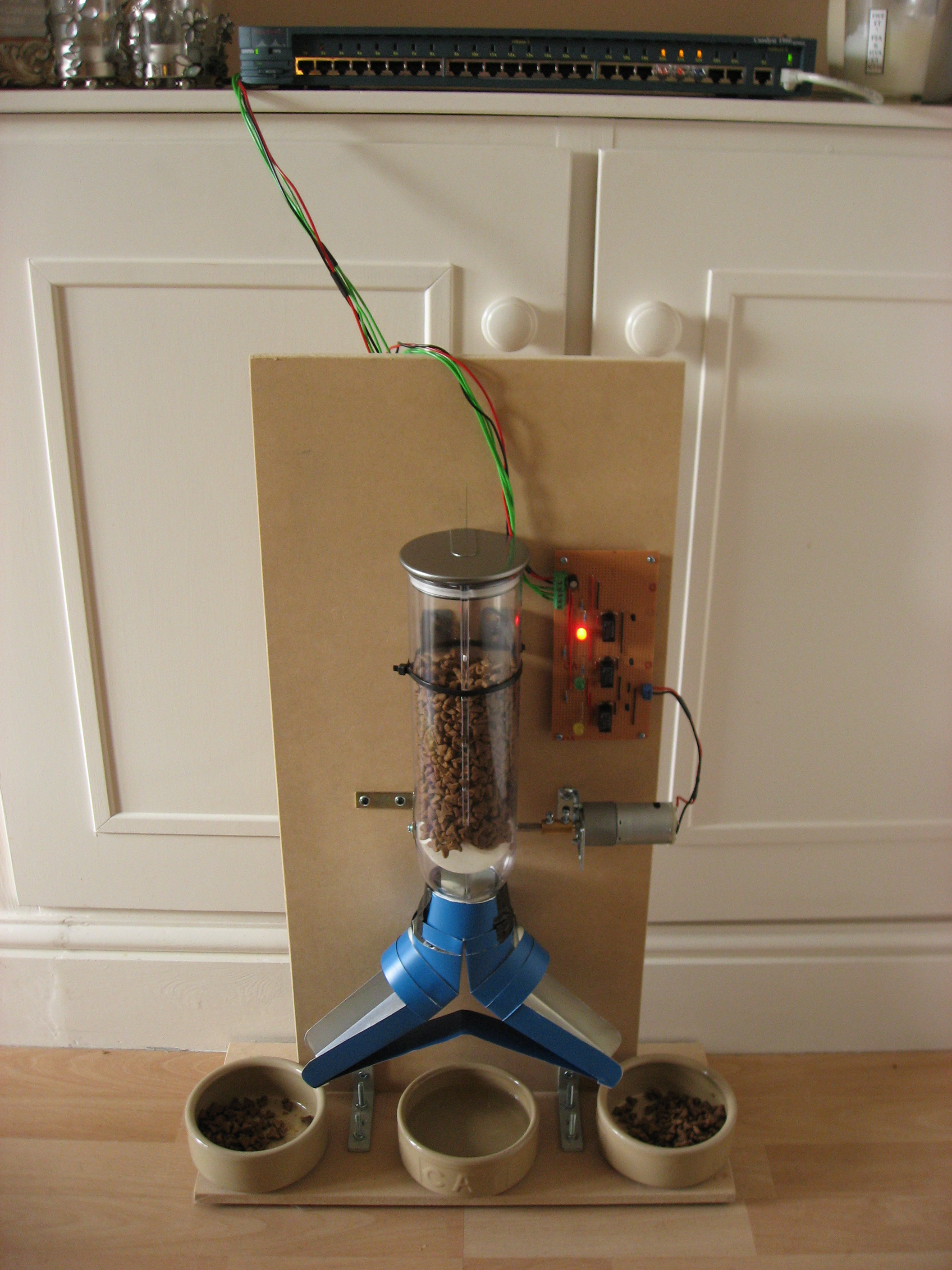
インターネットに対応した猫のペットフィーダー

ホームオートメーション（英: Home automation）とは、個人の住宅におけるオートメーション化のこと。英語ではDomotics（ドモティクス）とも呼ばれる。

## 概要
大規模工場やインテリジェントビルにおける各種自動化技法（照明や室温などの「室内環境」制御、扉や窓などの「開口部」制御、防犯防火のための「セキュリティシステム」など）を住宅に適用したモノを一般的に「ファクトリーオートメーション (FA)」や「オフィスオートメーション (OA)」になぞらえ『ホームオートメーション（略称 : HA）』と呼んできた。
照明や空調の一括管理、風呂の遠隔自動給湯、セキュリティの確認以外にも、宅内映画館と言えるホームシアターの制御、観葉植物への自動散水やペットへの自動給餌などもHAに含まれ、それらを制御するための「統合リモコン」などのハンドヘルドユニット、もしくはTVやパソコン上などから制御状況を確認・指示できるユーザフレンドリーな「ユーザインタフェース (UI)」持つモノを指す。
かつてはインテリジェントハウスあるいはIT住宅とも呼ばれていたが、近年インターネットとの連携を強調したネット住宅という呼称が生まれた。最近ではそれら全てをまとめた『スマートハウス（もしくは「スマート住宅」）』という名称に変わりつつある。
新築の住宅に建築時からホームオートメーションを採用する場合、制御用の配線が壁に埋め込まれ、配線は分電盤一体のコントローラに接続され、各種制御が行われる。

## 標準とブリッジ
ホームオートメーションで採用されることを意図した標準規格として、INSTEON、X10、EHS (European Home Systems Protocol)、BatiBUS、EIB (European Installation Bus)、KNX、LONWORKS、AMX、Crestron、C-Bus、UPB、UPnP、ZigBee、Z-Waveなどがあり、様々な制御に利用可能である。
制御ための配線としては電力線を用いる電力線搬送通信方式や、無線信号を用いるものもあり、いくつかの媒体を定義した標準もある。既存の住宅のホームオートメーション化にあたっては、配線をどうするかが最初の障害となる。
機器によっては、USBによる制御が可能なものもあり、それをホームオートメーションのネットワークに接続することになる。このような場合、なんらかのブリッジが必要となる。ブリッジは、例えば X10 から EIB (European Installation Bus) といった標準から標準への変換を行う。

## 効用
最新の実装では、部屋に人がいるかどうかだけでなく、その人が誰なのかまで推定し、その人の好みに合った照明、温度、BGM、映像などを設定することができる。また、同時に曜日や時刻やその他の要因も考慮される。
その他に、省エネルギーを考慮した空調の設定をしたりできる。さらに進んだシステムでは、様々な物にRFIDタグをつけておいて、それらの使用状況をホームオートメーションの一環として把握し、買い物リストを自動作成したり、場合によっては自動的にインターネット経由で注文したりできる。
実用的なホームオートメーションの使用法として、火災が発生したときに、家全体の照明を点滅させ警告する、消防署へ自動通報するなどという使い方が考えられる。例えば、ホームシアターがホームオートメーションのシステムと接続されていれば、火災発生時にホームシアターシステムを強制的に終了し、人間に火災を知らせるということも考えられる。

## システム
ホームオートメーション・システムの構成要素は次の通りである。
- コントローラ
- センサ
- アクチュエータ

### アーキテクチャ
ホームオートメーションの知的制御をどこで行うかによって、アーキテクチャは以下の3種類に分類される。
集中型アーキテクチャ
中心となる1つのコントローラに複数のセンサから情報が送られ、処理され、アクチュエータへの指示が生成される。
分散型アーキテクチャ
センサやアクチュエータも含め、システムの各部に知的制御機能が分散配置される。このときのネットワークのトポロジーはバス型となることが多い。
混合型アーキテクチャ
分散配置されたコントローラが階層化されており、あるコントローラはある範囲のセンサやアクチュエータを受け持つが、それ以外の部分とのやり取りは上位のコントローラを経由する。

### 配線/通信方法
- 有線
  - xDSL
  - 光ファイバー
  - ケーブル（同軸ケーブルとツイストペアケーブル）
  - 電力線
  - Cresnet
- 無線
  - 電波
    - Wi-Fi
    - GPRSとUMTS
    - Bluetooth
    - DECT
    - ZigBee
    - Z-Wave
    - EnOcean

  - 赤外線

## 機能
空調
温度や湿度の制御を含む空調制御
照明
使っていない照明の自動消灯、人間の動きに合わせた自動点灯（消灯）、周囲の明るさにあわせた明るさの調節などを行う。
採光の調節
カーテンなどの開閉を自動化し、外光を取り入れる量を調節する。
オーディオ
オーディオ機器制御。複数の部屋に同じ音楽を聞けるようにするなど。
映像
映像機器制御。複数の部屋に映像信号を配信するなど。カメラつきインターホンと各種映像機器の連携など。
セキュリティ
セキュリティシステムの統合的制御。監視カメラや各種センサによる侵入者検知、不在の場合にも誰かが中にいるように見せかける機能、火災やガス漏れの検知、健康管理システムで住人の健康状態の異常を検知するなど。
インターホン
インターホンの音声を複数の部屋に配信し、住宅内のどこからでも応答可能にする。さらに、これを応用してインターネットに接続するなど。
ロボット
家庭用ロボットの制御。ロボット間の通信など。
その他
各種家電機器の自動制御。車庫のシャッターの自動開閉など。

## 関連組織
- CENELEC
- MIT AgeLab
- DLNA